# Delfinmås
Delfinmås (Leucophaeus scoresbii) är en sydamerikansk fågel inom familjen måsfåglar inom ordningen vadarfåglar.

## Utseende
Delfinmåsen är en medelstor måsfågel med en kroppslängd på 40–46 cm och vingbredden 104–110 cm. Den är kraftig med stor och tjock näbb samt korta och breda vingar. Färgsättningen är karakteristisk och unik: sotgrå på huvud och undersida, svartaktig vingovansida med vit vingbakkant, vit stjärt och lysande röd näbb. Utanför häckningstiden visar den ofta en mörkare huva. Ungfåglar är mestadels enhetligt mörkbruna med ljusare buk, grå ben och näbb och vit vingbakkant.

## Utbredning och systematik
Fågeln lever vid kusten i södra Chile och Argentina samt på Falklandsöarna. Den behandlas som monotypisk, det vill säga att den inte delas in i några underarter. 

### Släktestillhörighet
Tidigare placerades delfinmåsen som ensam art i Leucophaeus, men DNA-studier visar att den står nära de likaledes amerikanska arterna ökenmås, präriemås, sotvingad mås och lavatrut. Antingen förs även dessa till Leucophaeus, som här, eller så flyttas delfinmåsen till Larus.

## Levnadssätt
Delfinmåsen återfinns utmed klippiga kuster där den livnär sig på as, fågelägg och fågelungar, men kan också inta annan föda som marina ryggradslösa djur. Den söker efter föda bland havslevande däggdjur på jakt efter död fisk, moderkakor och framför allt avföring. Fågeln undersöker också sjögräs, fångar svärmande strandlevande flugor och plockar musslor som den öppnar genom att släppa dem på stenar från luften.
Arten häckar i relativt små kolonier med som flest 210 par, belägna på lågt liggande havsklippor, sand- eller grusstränder och våtmarkssänkor, ofta i närheten av fågelkolonier, havslevande däggdjur, slakterier, avlopp eller bondgårdar.

## Status och hot
Delfinmåsen världspopulation uppskattas till endast 10 000–28 000 individer, men eftersom utbredningsområdet är stort och populationsutvecklingen stabil betraktas den inte som hotad, utan kategoriseras som livskraftig av internationella naturvårdsunionen IUCN

## Namn
Fågelns vetenskapliga artnamn hedrar den engelske upptäcktsresande William Scoresby (1789–1857). På svenska har den även kallats magellanmås.

## Bildgalleri

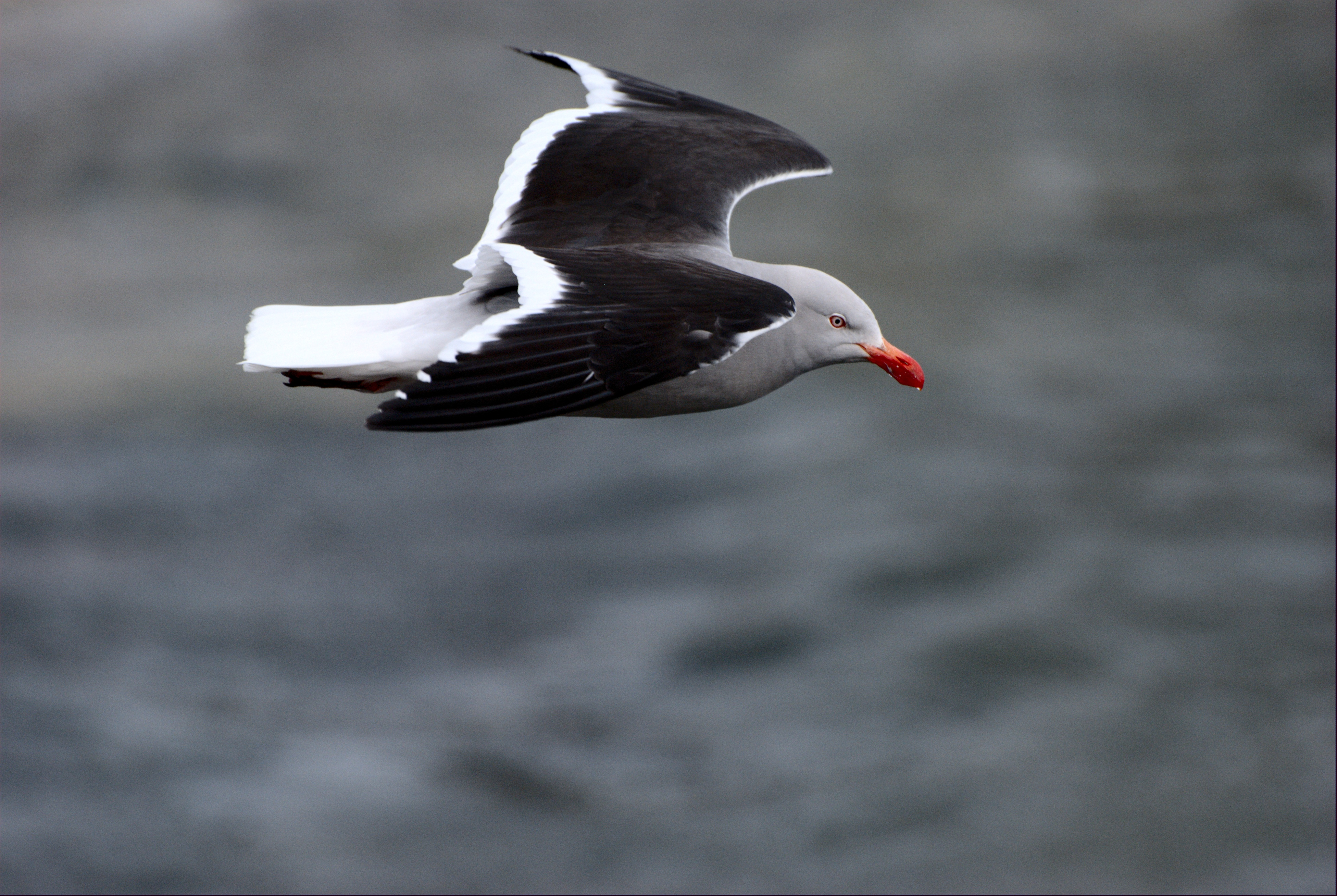
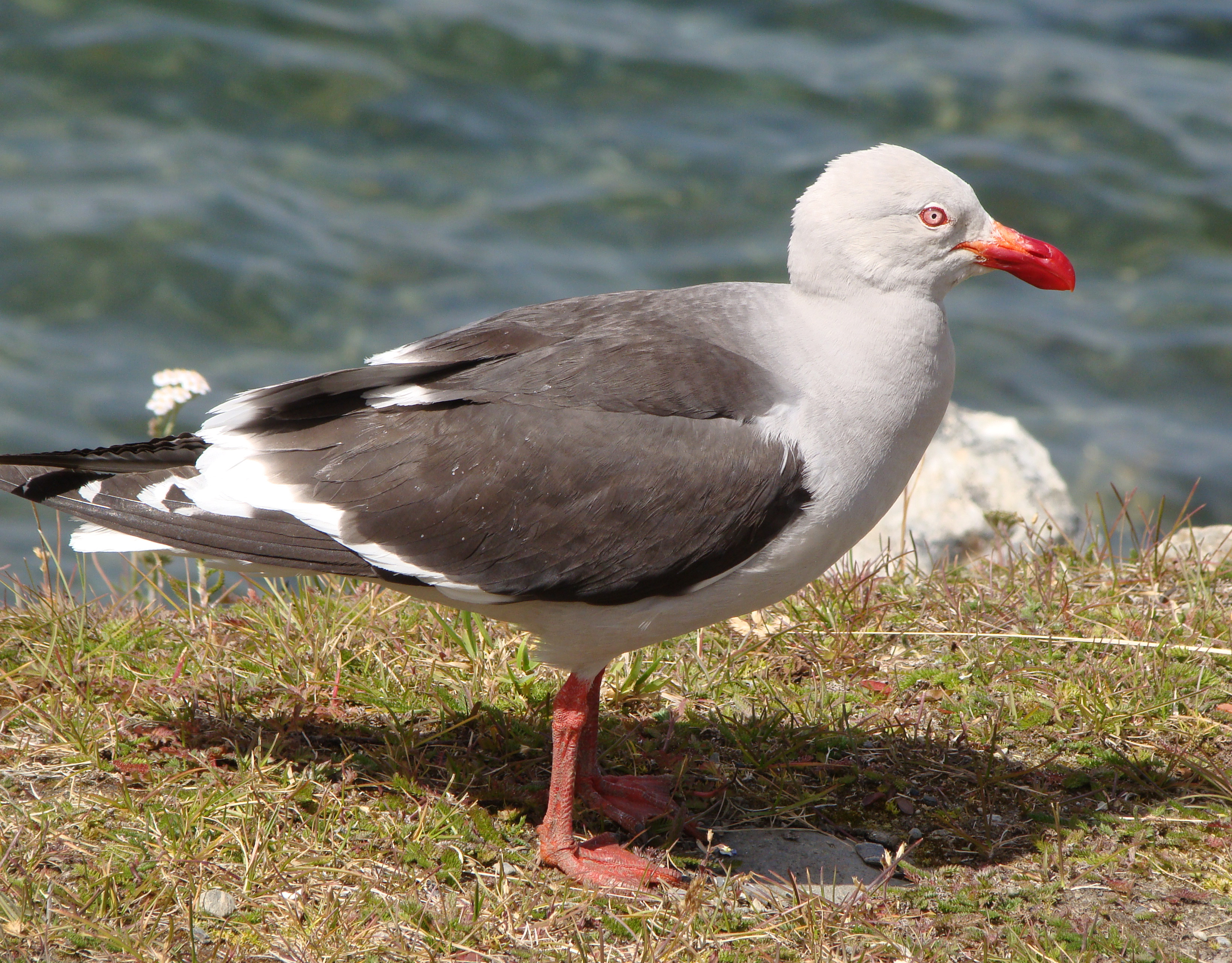
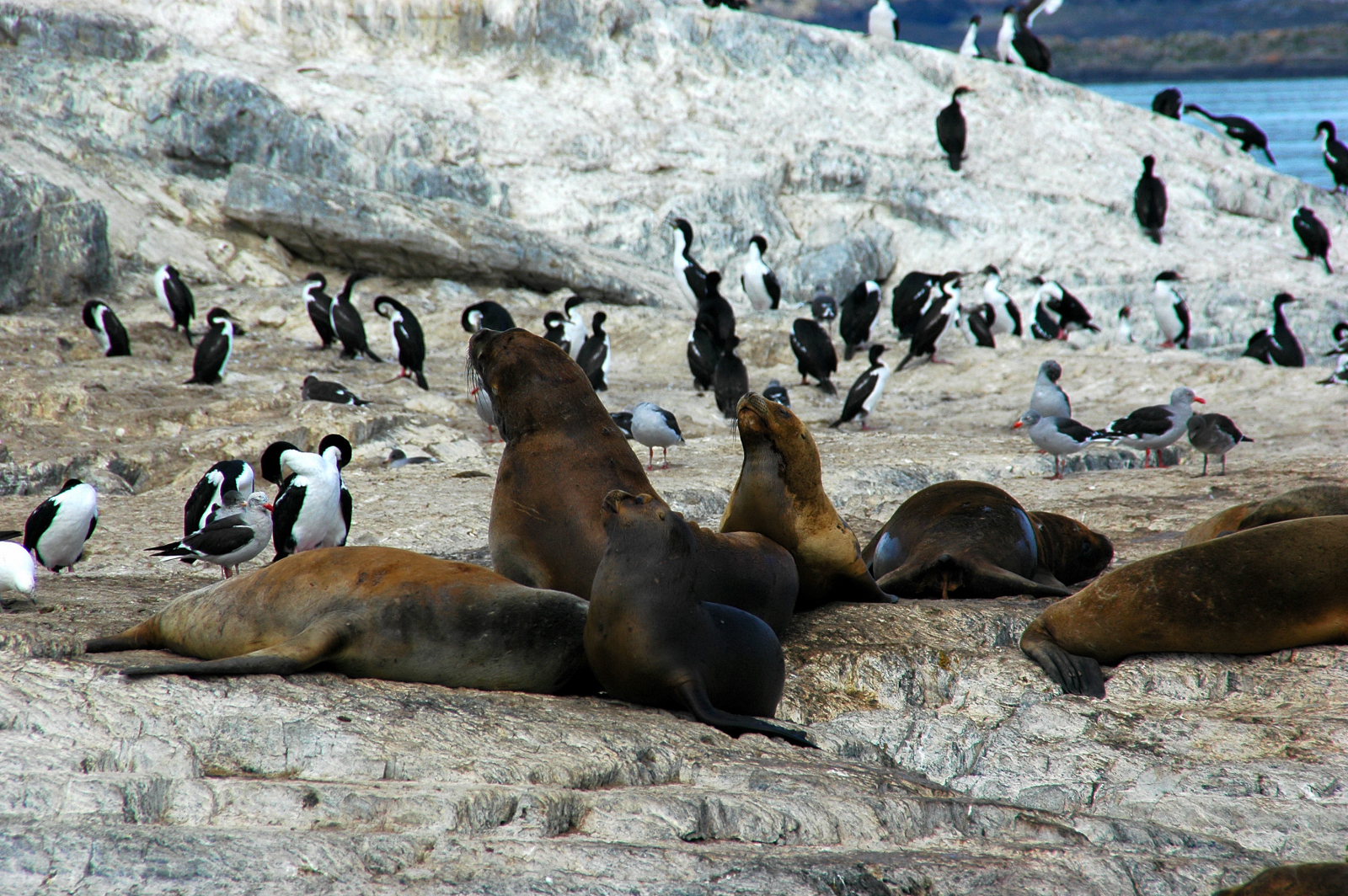